# Giovanni Vemba-Duarte
Giovanni Vemba-Duarte (Cabinda, 21 januari 1991) is een Nederlands-Angolees voormalig voetballer die als rechtsbuiten speelde.

## Carrière
Met zijn moeder en twee zussen kwam Vemba-Duarte in 2002 vanuit Angola, waar een burgeroorlog woedde, naar Nederland waar ze in een asielzoekerscentrum in Schalkhaar woonden. Hij had in Angola al bij een lokale club gespeeld en ging bij SV Schalkhaar in de jeugd spelen.
Vemba-Duarte speelde tussen 2005 en 2010 in de jeugdopleiding van FC Twente. In de zomer van 2010 tekende hij een contract voor twee seizoenen bij Arka Gdynia in Polen. Daar begon hij in het tweede elftal maar kwam al snel bij het eerste team. Hij debuteerde op 22 september 2010 in de bekerwedstrijd tegen KSZO Ostrowiec Świętokrzyski en drie dagen later speelde hij voor het eerst in de Ekstraklasa in de uitwedstrijd tegen Cracovia Kraków. Tot zijn contract medio 2011 afliep kwam hij tot 12 wedstrijden voor Arka. In januari 2014 sloot hij aan bij VV Hoogeveen.